# Dirección Nacional de la Energía
La Dirección Nacional de la Energía de Argentina fue una dirección nacional dependiente del Poder Ejecutivo Nacional con competencia en el área de la energía. Estuvo activa entre 1943 y 1950. Posteriormente re-apareció brevemente entre 1956 y 1958.

## Historia
Fue creada por decreto-ley n.º 12 648 del 28 de octubre de 1943 (publicada el 10 de julio de 1944) del presidente de facto, general Pedro Pablo Ramírez, como entidad autárquica dependiente del Ministerio de Agricultura. La dirección nacional de la Energía recibió como función la administración de la energía y el combustible del país.
Por decreto n.º 20 262 del 28 de julio de 1944 del presidente de facto, general Edelmiro J. Farrell, pasó a depender de la Secretaría de Industria y Comercio. Posteriormente por decreto n.º 22 389 del 20 de septiembre de 1945 se estableció nueva estructura y la dirección nacional pasó a estar compuesta por las direcciones generales de Yacimientos Petrolíferos Fiscales, del Gas del Estado, de Centrales Eléctricas del Estado, de Combustibles Vegetales y Derivados y de Combustibles Sólidos Minerales (estas últimas cuatro se creaban, con jerarquía de entidad autárquica). Su directorio, según la norma citada, debía estar formado por un presidente (oficial superior de las Fuerzas Armadas), el director general de Industria y los titulares de las direcciones generales que la conforman.
A partir de la fusión de la Dirección General de Irrigación y de la Dirección General de Centrales Eléctricas del Estado, por decreto n.º 3967 del 14 de febrero de 1947, se creó la Dirección General de Agua y Energía Eléctrica.
A partir del decreto n.º 32 293 del 22 de diciembre de 1949 del presidente, general Juan D. Perón, la Dirección Nacional de la Energía pasó a depender de la Subsecretaría de Industria del Ministerio de Industria y Comercio.
Creada la empresa del Estado denominada Empresas Nacionales de Energía (ENDE) en 1950 (por decreto n.º 17 371 del 18 de agosto de ese año), la Dirección Nacional de la Energía quedó disuelta al pasar sus organismos y funciones a ENDE.

## Reaparición entre 1956 y 1958
Por intermedio del decreto-ley n.º 14 918 del 14 de agosto de 1956 del presidente de facto, general Pedro E. Aramburu, se re-creó la Dirección Nacional de la Energía en el ámbito del Ministerio de Comercio e Industria. Posteriormente, bajo la presidencia de Arturo Frondizi, se estableció un nuevo gabinete creándose la Secretaría de Energía y Combustibles. Y la dirección nacional quedó disuelta.